# Joyeuse
Joyeuse (okcitansko Juèsa) je naselje in občina v jugovzhodnem francoskem departmaju Ardèche regije Rona-Alpe. Leta 2010 je naselje imelo 1.657 prebivalcev.

## Geografija
Kraj se nahaja v pokrajini Languedoc ob reki Beaume, 50 km jugozahodno od središča departmaja Privas.

## Uprava
Joyeuse je sedež istoimenskega kantona, v katerega so poleg njegove vključene še občine Beaulieu, Chandolas, Faugères, Grospierres, Labeaume, Lablachère, Payzac, Planzolles, Ribes, Rosières, Sablières, Saint-Alban-Auriolles, Saint-André-Lachamp, Saint-Genest-de-Beauzon in Vernon z 9.851 prebivalci. 
Kanton je sestavni del okrožja Largentière.

## Zanimivosti
- cerkev sv. Petra iz 11. stoletja, obnovljena v 17. stoletju; francoski zgodovinski spomenik,
- hôtel de Montravel, iz 12. do 14. stoletja, samo pročelje je iz leta 1775,
- grad Château de Joyeuse, obnovljen v 16. stoletju na mestu prvotnega pretežno porušenega gradu; zgodovinski spomenik,
- kolegij oratorijancev, ustanovljen 1617, je vse do francoske revolucije služil kot izobraževalna ustanova, danes se v njem nahaja muzej gojenja pravega kostanja, od sadežev do pohištva; zgodovinski spomenik.

## Pobratena mesta
- Jupille (Valonija, Belgija),
- Pescaglia (Toskana, Italija),
- Vilassar de Dalt (Katalonija, Španija).